# Vin Weber

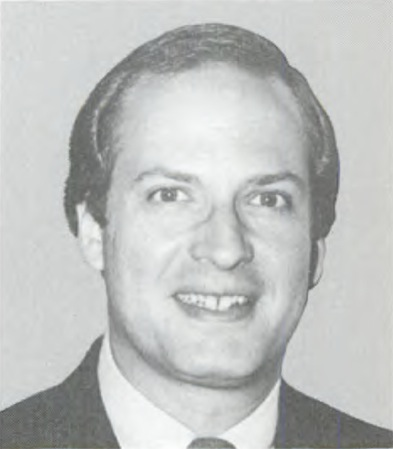
Vin Weber, 1991

John Vincent „Vin“ Weber (* 24. Juli 1952 in Slayton, Murray County, Minnesota) ist ein US-amerikanischer Politiker (Republikanische Partei). Zwischen 1981 und 1993 vertrat er den Bundesstaat Minnesota im US-Repräsentantenhaus.

## Werdegang
Vin Weber besuchte die öffentlichen Schulen seiner Heimat und studierte danach bis 1974 an der University of Minnesota. Danach wurde er Mitherausgeber einer Zeitung im Murray County und dann Präsident der Weber Publishing Co. Zwischen 1974 und 1975 war Weber Pressereferent des Kongressabgeordneten Tom Hagedorn. Zwischen 1977 und 1980 arbeitete er im Stab von US-Senator Rudy Boschwitz.
Bei den Kongresswahlen 1980 wurde Weber im sechsten Wahlbezirk von Minnesota in das US-Repräsentantenhaus in Washington, D.C. gewählt, wo er am 3. Januar 1981 die Nachfolge von Richard Nolan antrat. Er vertrat diesen Distrikt aber nur bis zum 3. Januar 1983 für eine Legislaturperiode im Kongress. Seit den Wahlen von 1982 war er als Nachfolger von Tom Hagedorn Vertreter des zweiten Bezirks von Minnesota. Nach mehreren Wiederwahlen konnte er dieses Mandat bis zum 3. Januar 1993 ausüben. Damit konnte er insgesamt elf zusammenhängende Legislaturperioden im Repräsentantenhaus absolvieren. 1992 verzichtete er auf eine erneute Kandidatur.
Weber arbeitete kurzzeitig als Kommentator für das National Public Radio. Im Januar 1998 unterzeichnete er, zusammen mit mehreren führenden Republikanern, einen Brief an Präsident Bill Clinton, in dem er die Absetzung von Saddam Hussein forderte. Heute ist Weber geschäftsführender Partner einer Lobbyfirma in Washington.